# Schiedeella garayana
Schiedeella garayana là một loài thực vật có hoa trong họ Lan. Loài này được R.González miêu tả khoa học đầu tiên năm 1992.